# Pedro Suárez-Vértiz (álbum)
Pedro Suárez-Vértiz es el nombre del cuarto disco recopilatorio de Pedro Suárez-Vértiz, lanzado en 2007. En este disco repasa los éxitos de sus dos siguientes producciones que lanzó después de Anécdotas.

## Lista de canciones
1. No llores más morena
2. Qué oscuridad
3. El triunfo tan soñado
4. Lo olvidé
5. Cuando pienses en volver
6. Su lengua baila
7. Talk show
8. Como las mariposas
9. Bailar
10. Recuéstame
11. Buscando razón
12. Endal
13. No llores más morena (Remix)